# Lijst van voetbalinterlands Canada - Saint Kitts en Nevis
Deze lijst van voetbalinterlands is een overzicht van alle officiële voetbalwedstrijden tussen de nationale teams van Canada en Saint Kitts en Nevis. De landen speelden tot op heden drie keer tegen elkaar. De eerste ontmoeting, een kwalificatiewedstrijd voor het Wereldkampioenschap voetbal 2014, werd gespeeld in Basseterre op 11 november 2011. Het laatste duel, een kwalificatiewedstrijd voor de CONCACAF Nations League 2019/20, vond plaats op 18 november 2018 in Basseterre.

## Wedstrijden
| № | Plaats     | Datum            | Competitie                                   | Wedstrijd               | Uitslag |
| - | ---------- | ---------------- | -------------------------------------------- | ----------------------- | ------- |
| 1 | Basseterre | 11 november 2011 | WK 2014 kwalificatie                         | St. Kitts-Nev. – Canada | 0 – 0   |
| 2 | Toronto    | 15 november 2011 | WK 2014 kwalificatie                         | Canada – St. Kitts-Nev. | 4 – 0   |
| 3 | Basseterre | 18 november 2018 | CONCACAF Nations League 2019/20 kwalificatie | St. Kitts-Nev. − Canada | 0 − 1   |

## Samenvatting
| Competitie                           | Totaal gespeeld | Winst Canada | Gelijk | Winst St. Kitts-Nev. | Doelsaldo Canada – St. Kitts-Nev. |
| ------------------------------------ | --------------- | ------------ | ------ | -------------------- | --------------------------------- |
| WK-kwalificatie                      | 2               | 1            | 1      | 0                    | 4 − 0                             |
| CONCACAF Nations League-kwalificatie | 1               | 1            | 0      | 0                    | 1 − 0                             |
| Totaal                               | 3               | 2            | 1      | 0                    | 5 − 0                             |

Wedstrijden bepaald door strafschoppen worden, in lijn met de FIFA, als een gelijkspel gerekend.